# Zimtente

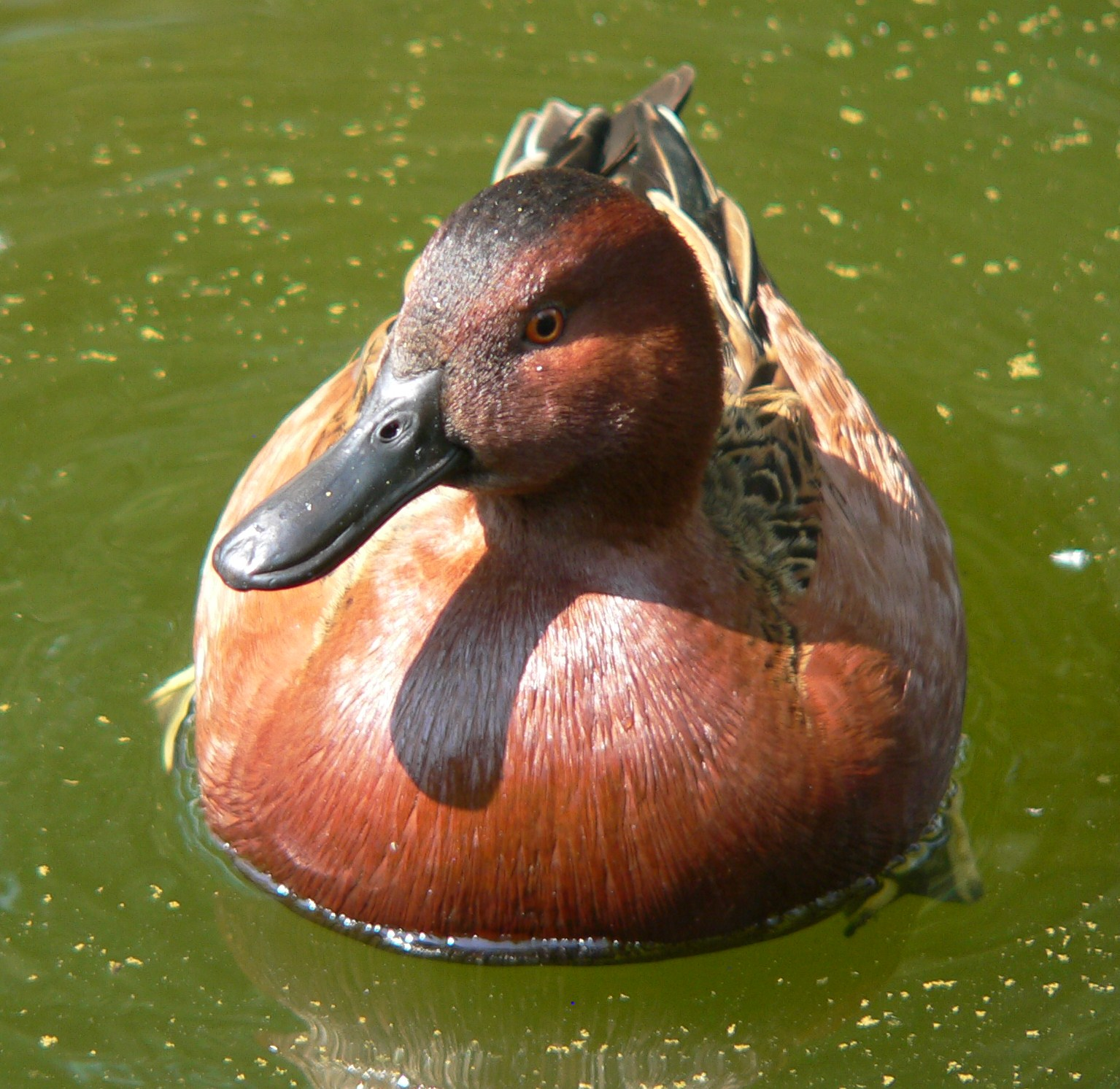
Zimtente, Männchen

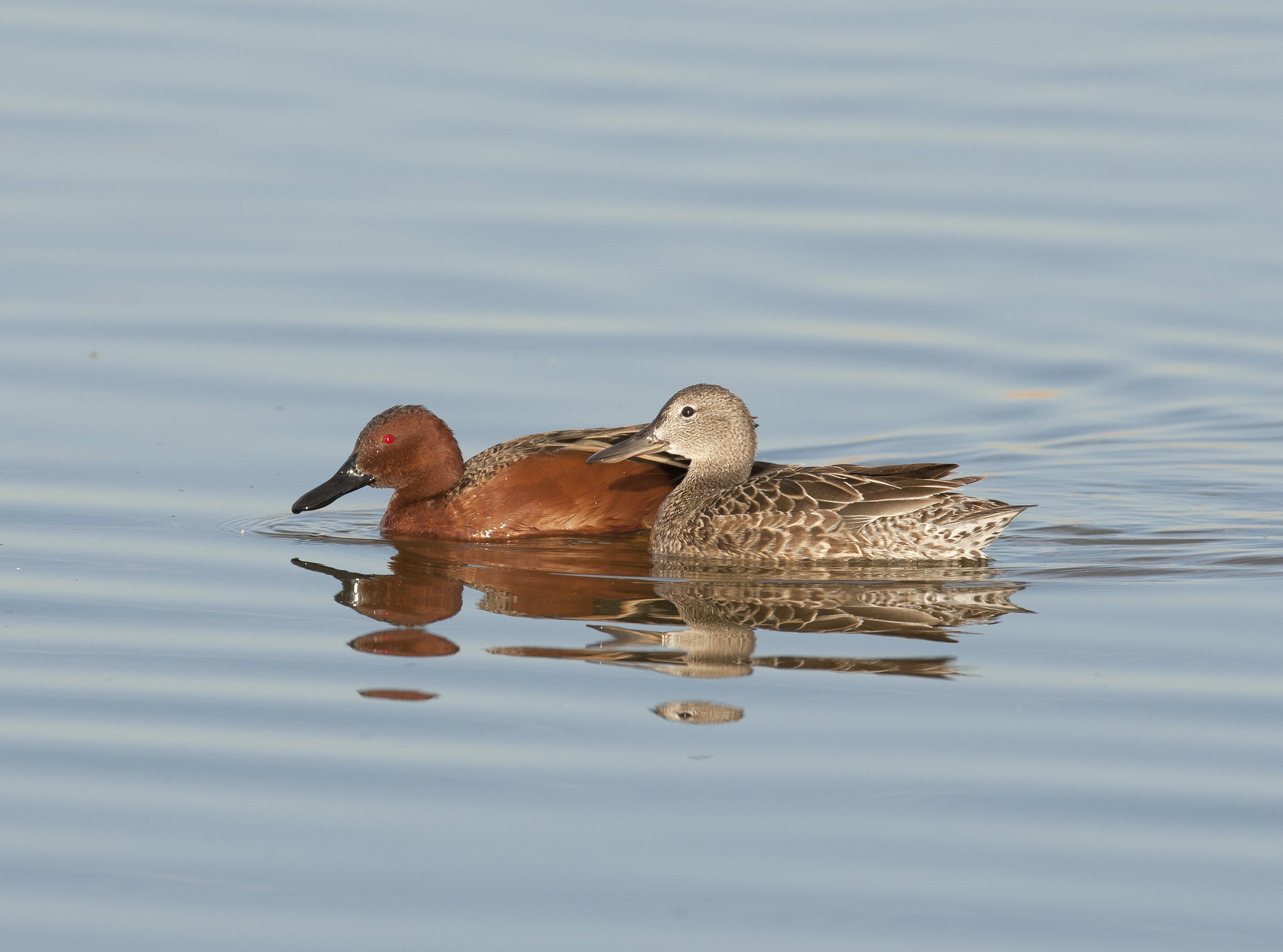
Ein Zimtenen Pärchen

Die Zimtente (Spatula cyanoptera, Syn.: Anas cyanoptera), selten auch Kupferente genannt, zählt mit ihren fünf Unterarten zur Familie der Entenvögel (Anatidae) und gehört dort zur Gattung Spatula. Die Zimtente ist eine Entenart der Neuen Welt und in Nord- und Südamerika weit verbreitet. Sie gleicht in vielem der nordamerikanischen Blauflügelente, mit der sie eng verwandt ist. Die Weibchen der beiden Arten sind anhand ihres Gefieders kaum voneinander zu unterscheiden. Der Schnabel der Zimtente ist allerdings lang und breit ausgezogen und gleicht dem der Löffelente. Zimtenten suchen ihre Nahrung entsprechend ähnlich der Löffelente.

## Erscheinungsbild
Die Zimtente erreicht eine Körperlänge von rund 41 cm, eine Flügellänge von 19 cm sowie ein Gewicht von gut 340 g. Sie zählt somit zu den kleineren Entenarten. Das Weibchen ist im Schlichtkleid überwiegend kastanienbraun gefärbt. Das Männchen weist an Kopf und Unterseite ebenfalls eine kastanienbraune Färbung auf. Der Hinterleib ist überwiegend dunkelbraun, der hintere Rücken grünlichbraun. Die Flügeldecken weisen eine bläuliche Färbung auf. Im Schulterbereich sind die Federn gelblich bis grün gefärbt. Das Prachtgefieder des Männchens während der Brutzeit weist an Kopf, Bauch und Flanken ein helles Rot auf. Die Rückenseite ist dunkelbraun. Die Augen sind bei beiden Geschlechtern rötlich, der Schnabel ist orange gefärbt.

## Vorkommen

Verbreitungsgebiet der Zimtente

Zimtenten sind in der Neuen Welt weit verbreitet. Die Hauptverbreitungsgebiete liegen im Nordwesten der Vereinigten Staaten, Mittelamerika, Peru, Argentinien, Bolivien, Chile, Kolumbien bis zu den Falklandinseln. Sie bevorzugen Teiche, Sümpfe und Seen mit beständiger Vegetation.

## Lebensweise
Zimtenten sind zwar Wasservögel, sie können sich aber auch an Land gut bewegen. In der Luft sind sie gewandte Flieger, die insbesondere auf Wanderungen in größeren Schwärmen synchronisierte Flugmuster bilden. Zur Mittagszeit sieht man Zimtenten für gewöhnlich an Land beim Putzen des Gefieders oder der Mittagsruhe. Die Vögel leben paarweise oder in kleinen Gruppen von bis zu 20 Tieren. Männchen sind während der Brutzeit ausgesprochen territorial und verteidigen ihr Revier erbittert gegen Artgenossen und Feinde. Weibchen schützen ihr Gelege, indem sie die Aufmerksamkeit der Feinde auf sich ziehen und sie vom Nest weglocken. Die nördlichen und südlichen Populationen sind Zugvögel, die ihre Winterquartiere meist im nördlichen Südamerika beziehen. Die Art ist heute noch nicht bedroht.

## Ernährung
Zimtenten ernähren sich sowohl von pflanzlicher als auch von tierischer Nahrung. Zum Nahrungsspektrum gehören insbesondere Wasserpflanzen, kleine Gliederfüßer, Gras, Blüten, Früchte und Samen sowie Insekten aller Art und Schnecken. Auf Nahrungssuche gehen sie sowohl an Land als auch im Wasser.

## Fortpflanzung
Die Zimtente erreicht die Geschlechtsreife etwa mit einem Jahr. In den nördlichen Verbreitungsgebieten fällt die Brutzeit in den Mai, in den südlichen Verbreitungsgebieten eher in den November bis Dezember. Die Enten führen eine Saisonehe. Zur Begattung kommt es auf der Wasseroberfläche. Ihr Nest baut die Zimtente an Land auf trockenem Untergrund aus Halmen und anderen pflanzlichen Bestandteilen. Das Weibchen legt acht bis zehn rötlichbraune längliche Eier, die eine Länge von etwa 4,8 cm aufweisen. Das Weibchen bebrütet die Eier über einen Zeitraum von 24 Tagen. Das Männchen wacht während dieser Zeit über das Gelege und verlässt nach dem Schlüpfen der Küken die Familie.
Die Küken sind Nestflüchter und folgen der Mutter kurz nach dem Schlüpfen. Sie werden von der Mutter geführt und halten sich die erste Zeit im Uferbereich auf. Die Jungvögel werden nach etwa 50 Tagen flügge und sind dann auch bereits selbstständig. Im ersten Jahr liegt die Sterblichkeit beim Nachwuchs bei gut 70 Prozent, im zweiten Jahr sterben oftmals weitere 40 Prozent. Eine Zimtente kann in Freiheit ein Alter von bis zu zwölf Jahren erreichen.

## Unterarten
Die folgenden Unterarten werden unterschieden:
- Spatula cyanoptera cyanoptera Vieillot, 1816[4] – Peru, Paraguay, Uruguay, Argentinien und Falklandinseln. Auf den Falklandinseln ist die Zimtente allerdings eine sehr seltene Art und kommt dort mit nur 12 bis 22 Paaren vor.[5] Sie ist dort bereits seit 1953 eine geschützte Vogelart.[6]
- Spatula cyanoptera borreroi  (Snyder & Lumsden, 1951)[7] – Kolumbien. Anders als A. c. tropica, die im kolumbianischen Flachland beheimatet ist, kommt diese Unterart der Zimtente vor allem im Hochland vor.
- Spatula cyanoptera orinoma (Oberholser, 1906)[8] – Peru, Bolivien und Chile. Diese Unterart ist auf das Hochlandgebiet Puna der Anden begrenzt. Es ist die größte Unterart innerhalb der Zimtenten.
- Spatula cyanoptera septentrionalium (Snyder & Lumsden, 1951)[9] – Nordwesten von Nordamerika. Es ist die einzige Unterart der Zimtente, die in der Holarktis vorkommt. Ihr Verbreitungsgebiet reicht vom Westen Texas’ über Kalifornien bis Washington und Montana und ins kanadische British Columbia. In Mexiko ist diese Unterart häufig Standvogel.
- Spatula cyanoptera tropica (Snyder & Lumsden, 1951)[9] – Kolumbien. Diese Unterart ist die kleinste der Zimtenten und weist eine kräftig gepunktete Brust aus.

## Etymologie und Forschungsgeschichte
Die Erstbeschreibung der Zimtente erfolgte 1816 durch Louis Pierre Vieillot unter dem Namen  Anas cyanoptera. Vieillot bezog sich auf den Trivialnamen Pato del alas azules den Félix de Azara 1805 in seinem Werk Apuntamientos para la historia natural de los páxaros del Paragüay y Rio de la Plata verwendete. Als Verbreitungsgebiet gab er Südamerika, den Río de la Plata und Buenos Aires an. 1822 führte Friedrich Boie die für die Wissenschaft neue Gattung Spatula für die Zimtente ein. Dieser Begriff hat seinen Ursprung in σπαθη spathē bzw. lateinisch spatula, spatha ‚Löffel, Spatel‘. Der Artname cyanoptera ist ein Wortgebilde aus κυανος cyanos, deutsch ‚dunkelblau‘ und -πτερος, πτερον -pteros, pteron, deutsch ‚-flüglig, Flügel‘. Borreroi ist José Ignacio Borrero Higuera (1921–2004) gewidmet. Tropicus  bezieht sich auf die Tropen. Septentrionalium stammt von lateinisch septemtrionalis, septemtrio ‚nördlich, Norden‘ ab. Schließlich ist orinoma ein Wortgebilde aus ορος, ορεος oros, oreos, deutsch ‚-Berg‘ und -νομος, νεμω -nomos, nemō, deutsch ‚-essend, konsumieren‘. Alfred Laubmann sah in seinem Werk Die Vögel von Paraguay für das Land nur einen Nachweis in der Literatur für Fortin Donovan am Río Pilcomayo durch John Graham Kerr. Ihm selbst lag kein Balg zur Analyse vor.

## Haltung
Zimtenten wurden ab etwa 1875 nach Europa importiert und werden seitdem als Ziergeflügel gehalten. Die wärmebedürftigen Tiere benötigen einen frostfreien Schutzraum, gelten aber ansonsten für die Zucht in Kleingehegen als geeignet.

## Belege